# بردیا سعادت (بازیکن والیبال)
بردیا سعادت  (زادهٔ ۲۱ مرداد ۱۳۸۱ در ارومیه) بازیکن والیبال تیم ملّی ایران است. او در مسابقات والیبال قهرمانی زیر ۲۱ سال مردان جهان ۲۰۱۹ در بحرین به همراه تیم ملی والیبال جوانان ایران به مقام قهرمانی جهان رسید. بردیا سعادت در پست پشت خط‌ زن برای باشگاه والیبال آلانیا اسپور در لیگ والیبال ترکیه بازی می‌کند. وی یکی از بهترین پشت خط زنان ایران و جهان است.

## افتخارات
در مسابقات قهرمانی نوجوانان آسیا در سال ۲۰۱۸ در تبریز موفق به کسب مدال برنز شد.
همچنین در این مسابقات به عنوان بهترین پشت خط زن انتخاب شد.
وی یکی از اعضای تیم ملی زیر ۲۱ سال ایران در سال ۲۰۱۹ بود که توانست در بحرین قهرمان جهان شود.